# Унгурени (Горж)
Унгурени (рум. Ungureni) насеље је у Румунији у округу Горж у општини Данешти. Oпштина се налази на надморској висини од 233 m.

## Становништво
Према подацима из 2002. године у насељу је живело 367 становника, од којих су сви румунске националности.